# 格口站
格口站是一个漳泉铁路上的铁路车站，位于福建省泉州市安溪县福田乡福前农场，建于1970年，并于2025年3月27日撤销，撤销前为五等站，由中国铁路南昌局集团有限公司漳州车务段管理。